# Haumont-près-Samogneux
Pour les articles homonymes, voir Haumont.
Haumont-près-Samogneux est une commune française située dans le département de la Meuse, en région Grand Est, commune rurale à habitat "très dispersé" selon l'administration, concrètement pulvérisé.
Elle fait partie des neuf villages français détruits durant la Première Guerre mondiale non reconstruits car classés en zone rouge du département de la Meuse.

## Géographie

### Localisation
La commune se trouve dans la forêt de Verdun, à quelques kilomètres au nord de la ville éponyme.

### Communes limitrophes
| Consenvoye        |                        | Moirey-Flabas-Crépion                 |
| Brabant-sur-Meuse | Haumont-près-Samogneux |                                       |
| Samogneux         |                        | Beaumont-en-Verdunois village détruit |

### Hydrographie
La commune est dans le bassin versant de la Meuse au sein du bassin Rhin-Meuse. Elle est drainée par le ruisseau de la Vau Beauzee,.

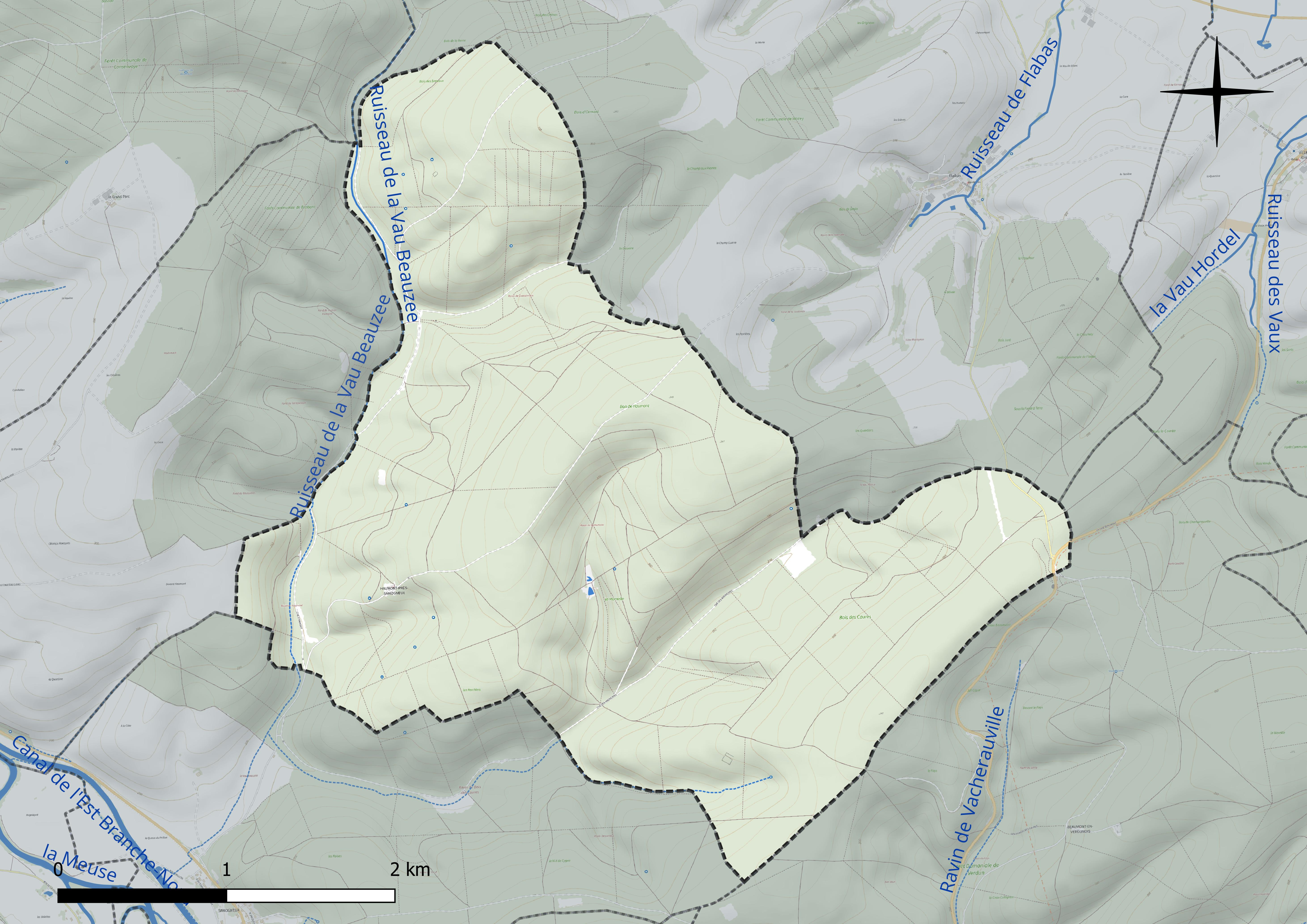
Réseau hydrographique d'Haumont-près-Samogneux.

### Climat
Pour des articles plus généraux, voir Climat du Grand Est et Climat de la Meuse.
En 2010, le climat de la commune est de type climat de montagne, selon une étude du Centre national de la recherche scientifique s'appuyant sur une série de données couvrant la période 1971-2000. En 2020, Météo-France publie une typologie des climats de la France métropolitaine dans laquelle la commune est exposée à un climat océanique altéré et est dans la région climatique Lorraine, plateau de Langres, Morvan, caractérisée par un hiver rude (1,5 °C), des vents modérés et des brouillards fréquents en automne et hiver.
Pour la période 1971-2000, la température annuelle moyenne est de 9,5 °C, avec une amplitude thermique annuelle de 15,7 °C. Le cumul annuel moyen de précipitations est de 933 mm, avec 14 jours de précipitations en janvier et 9,7 jours en juillet. Pour la période 1991-2020, la température moyenne annuelle observée sur la station météorologique de Météo-France la plus proche, « Septsarges », sur la commune de Septsarges à 13 km à vol d'oiseau, est de 10,3 °C et le cumul annuel moyen de précipitations est de 942,8 mm. 
La température maximale relevée sur cette station est de 39,9 °C, atteinte le 25 juillet 2019 ; la température minimale est de −15,7 °C, atteinte le 1er janvier 1997,,.
Les paramètres climatiques de la commune ont été estimés pour le milieu du siècle (2041-2070) selon différents scénarios d'émission de gaz à effet de serre à partir des nouvelles projections climatiques de référence DRIAS-2020. Ils sont consultables sur un site dédié publié par Météo-France en novembre 2022.

## Urbanisme

### Typologie
Au 1er janvier 2024, Haumont-près-Samogneux est catégorisée commune rurale à habitat très dispersé, selon la nouvelle grille communale de densité à sept niveaux définie par l'Insee en 2022.
Elle est située hors unité urbaine et hors attraction des villes,.

### Occupation des sols
L'occupation des sols de la commune, telle qu'elle ressort de la base de données européenne d’occupation biophysique des sols Corine Land Cover (CLC), est marquée par l'importance des forêts et milieux semi-naturels (100 % en 2018), une proportion identique à celle de 1990 (100 %). La répartition détaillée en 2018 est la suivante : 
forêts (87,5 %), milieux à végétation arbustive et/ou herbacée (12,5 %). L'évolution de l’occupation des sols de la commune et de ses infrastructures peut être observée sur les différentes représentations cartographiques du territoire : la carte de Cassini (XVIIIe siècle), la carte d'état-major (1820-1866) et les cartes ou photos aériennes de l'IGN pour la période actuelle (1950 à aujourd'hui).

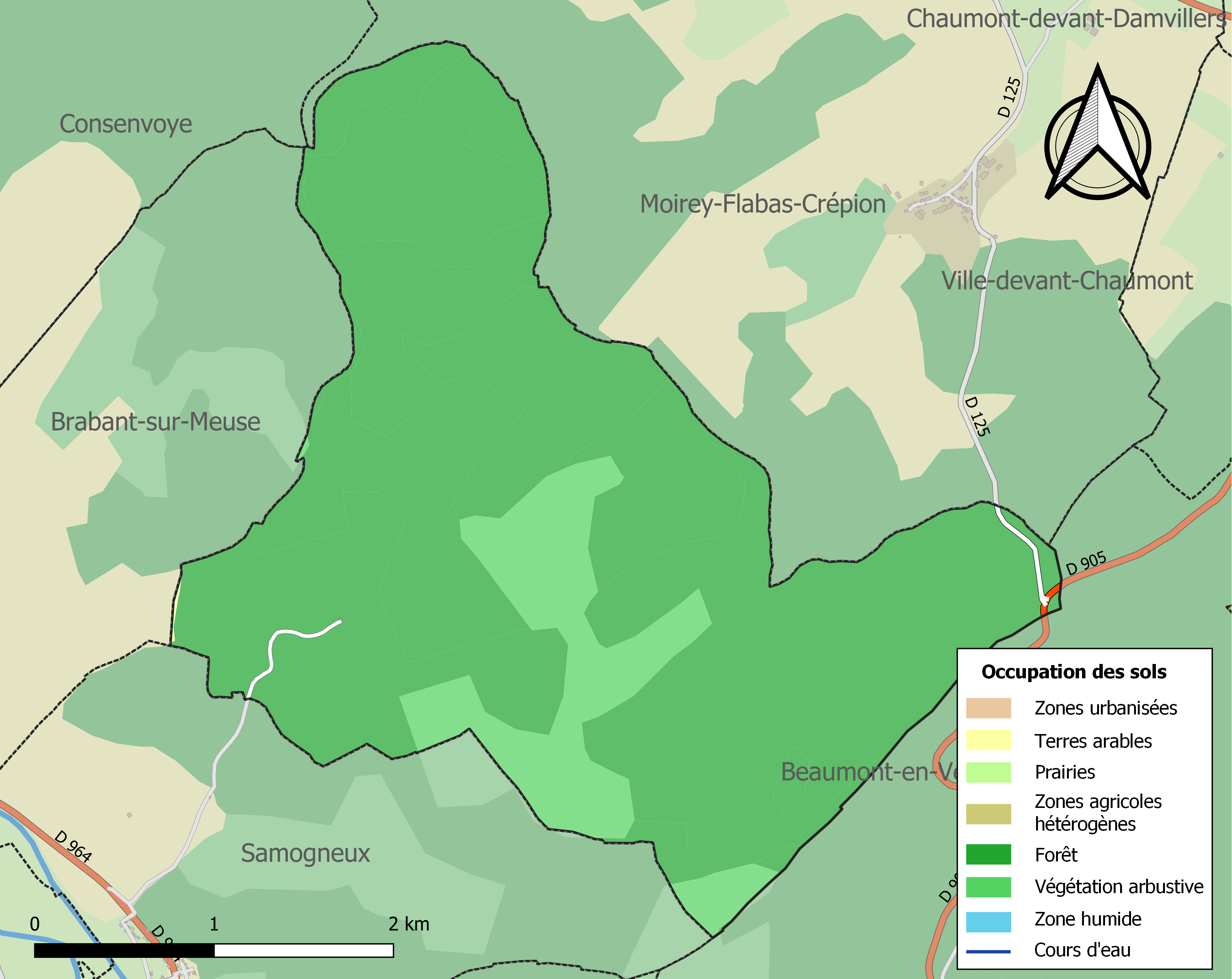
Carte des infrastructures et de l'occupation des sols de la commune en 2018 (CLC).

## Toponymie
Le nom de la localité est attesté sous les formes Haudimons (1049) ; In Haudmonte (1061) ; Altus-Mons (1127) ; Houmont (1257) ; Homont (1346) ; Haulmont (1642) ; Haumont en 1793, Haumont en 1801 ; elle devient après la fin des hostilités Haumont-près-Samogneux （c'est-à-dire près de Samogneux)[réf. souhaitée].

## Histoire
Le 21 février 1916, le tonnerre des canons marque le début de la bataille de Verdun. Situé sur le secteur de Verdun, le village perdu par les troupes françaises le 22 février 1916 et repris le 8 octobre 1918 disparaîtra totalement sous l'acharnement des pilonnages des obus français et allemands.
Cette commune ne possède aucun habitant. C'est l'un des neuf villages français détruits durant la Première Guerre mondiale qui n'a jamais été reconstruit. Déclaré « village mort pour la France » à la fin des hostilités, il fut décidé[Quand ?] de conserver cette commune en mémoire des événements qui s'y déroulèrent.
Haumont est un village labellisé de l'itinéraire culturel Européen La Route de Goethe - Campagne de France 1792. Fin août 1792, Goethe relate, à la sortie du village en direction de Samogneux, le tir parti des vignes d'un homme passablement sauvage, un chasseur d'oiseaux, mettant en alerte les hussards puis chassé après quelques coups de plat du sabre.

## Politique et administration
La commune est aujourd'hui administrée par un conseil de trois personnes désignées par le préfet de la Meuse.
| Période   | Période  | Identité        | Étiquette | Qualité |
| --------- | -------- | --------------- | --------- | ------- |
| mars 2001 | En cours | Gérard Gervaise |           |         |

## Population et société

### Démographie
Depuis la fin de la Première Guerre mondiale, la commune est inhabitée. L'évolution du nombre d'habitants est connue à travers les recensements de la population effectués dans la commune depuis 1793. À partir du XXIe siècle, les recensements réels des communes de moins de 10 000 habitants ont lieu tous les cinq ans, contrairement aux autres communes qui ont une enquête par sondage chaque année,.
| 1793 | 1800 | 1806 | 1821 | 1831 | 1836 | 1841 | 1846 | 1851 |
| ---- | ---- | ---- | ---- | ---- | ---- | ---- | ---- | ---- |
| 244  | 249  | 233  | 255  | 318  | 332  | 313  | 309  | 291  |

| 1856 | 1861 | 1866 | 1872 | 1876 | 1881 | 1886 | 1891 | 1896 |
| ---- | ---- | ---- | ---- | ---- | ---- | ---- | ---- | ---- |
| 265  | 239  | 216  | 219  | 215  | 195  | 196  | 172  | 162  |

| 1901 | 1906 | 1911 | 1921 | 1926 | 1931 | 1936 | 1946 | 1954 |
| ---- | ---- | ---- | ---- | ---- | ---- | ---- | ---- | ---- |
| 156  | 148  | 131  | 5    | 5    | -    | -    | -    | -    |

| 1962 | 1968 | 1975 | 1982 | 1990 | 1999 | 2006 | 2011 | 2016 |
| ---- | ---- | ---- | ---- | ---- | ---- | ---- | ---- | ---- |
| -    | -    | -    | -    | -    | -    | -    | -    | -    |

| 2021 | 2022 | - | - | - | - | - | - | - |
| ---- | ---- | - | - | - | - | - | - | - |
| -    | -    | - | - | - | - | - | - | - |

## Économie
Néant, lieu de mémoire (commune « morte »).

## Culture locale et patrimoine

### Lieux et monuments
- La chapelle Saint-Nicolas, construite en 1932 à l'emplacement de l'ancienne église Saint-Nicolas par l'architecte George Perceval, inscrite au titre des Monuments Historiques en 2021[21]
- Ferme d'Anglemont située à 800 m du village (détruite).
- Ferme de Mormont (détruite).

### Héraldique
| Blason de Haumont-près-Samogneux | Blason  | De gueules au sac à céréales d'or chargé d'une coquerelle de gueules ; mantelé d'azur chargé de deux grêliers d'or adossés et accompagnés en chef d'un soleil non figuré d'or ; au chevronnel d'argent brochant sur la partition. |
| Blason de Haumont-près-Samogneux | Détails | Création Robert André Louis et Dominique Lacorde. Utilisé par la commune depuis décembre 2016. |